# Terphothrix uniformis
Terphothrix uniformis är en fjärilsart som beskrevs av Heinrich Benno Möschler 1882. Terphothrix uniformis ingår i släktet Terphothrix och familjen tofsspinnare. Inga underarter finns listade i Catalogue of Life.